# Украинская партия национальной работы
Украинская партия национальной работы (УПНР; группа «Зарево») (укр. Українська партія національної роботи) — украинская политическая партия националистического направления. Основана 21 апреля 1923 бывшими членами Украинской народно-трудовой партии (УНТП) во главе с Д. Донцовым.
Партийная программа провозглашала превосходство национальной идеи над социальной, построение национального государства собственными силами, бескомпромиссное негативное отношение к Польше и СССР, коммунистической идее.
Основной лозунг партии — «Украина для украинцев».
В руководство УПНР были избраны: депутат (посол) польского сейма от Волыни Самойло Пидгирский (председатель), А. Луцкий, Д. Палиив (секретарь), Кирилл Троян, Юлиан Шепарович, В. Кузьмович и др.
Окружные исполнительные комитеты были созданы во Львове, Тернополе, Луцке, Дубно, Ковеле и Пинске.
Печатные органы партии — журнал «Заграва» (рус. Зарево) и газета «Нове життя» (рус. Новое время).
Партия, действовала на территории Галиции в 1923—1924 гг.
В 1925 в результате переговоров между «загравистами» и волынской группой Украинской парламентской репрезентации (УПР) обе группы объединились в единую партию. 11 июля 1925 на съезде во Львове представители от УПНР, УНТП и волынской группы УПР создали единственную легальную украинскую политическую организацию на территории Польши — Украинское национально-демократическое объединение (УНДО), после чего УПНР перестала существовать.